# 저어새섬
저어새섬은 인천광역시 남동구에 있는 남동유수지에 있는 인공섬이다. 정식 명칭은 아닌데, 2009년에 이곳에 저어새가 살기 시작하면서 붙여진 이름이다.